# 安东莫鲁蛛
安东莫鲁蛛（学名：Mogrus antoninus）为跳蛛科莫鲁蛛属的动物。分布于俄罗斯、蒙古、以及中国大陆的新疆等地。